# Furna
Furna (ve walserské němčině Furnä, rétorománsky Fuorn) je obec ve švýcarském kantonu Graubünden, okresu Prättigau/Davos. Nachází se v údolí Prättigau, asi 15 kilometrů severovýchodně od kantonálního hlavního města Churu, v nadmořské výšce 1 351 metrů. Žije zde 203 obyvatel.

## Geografie

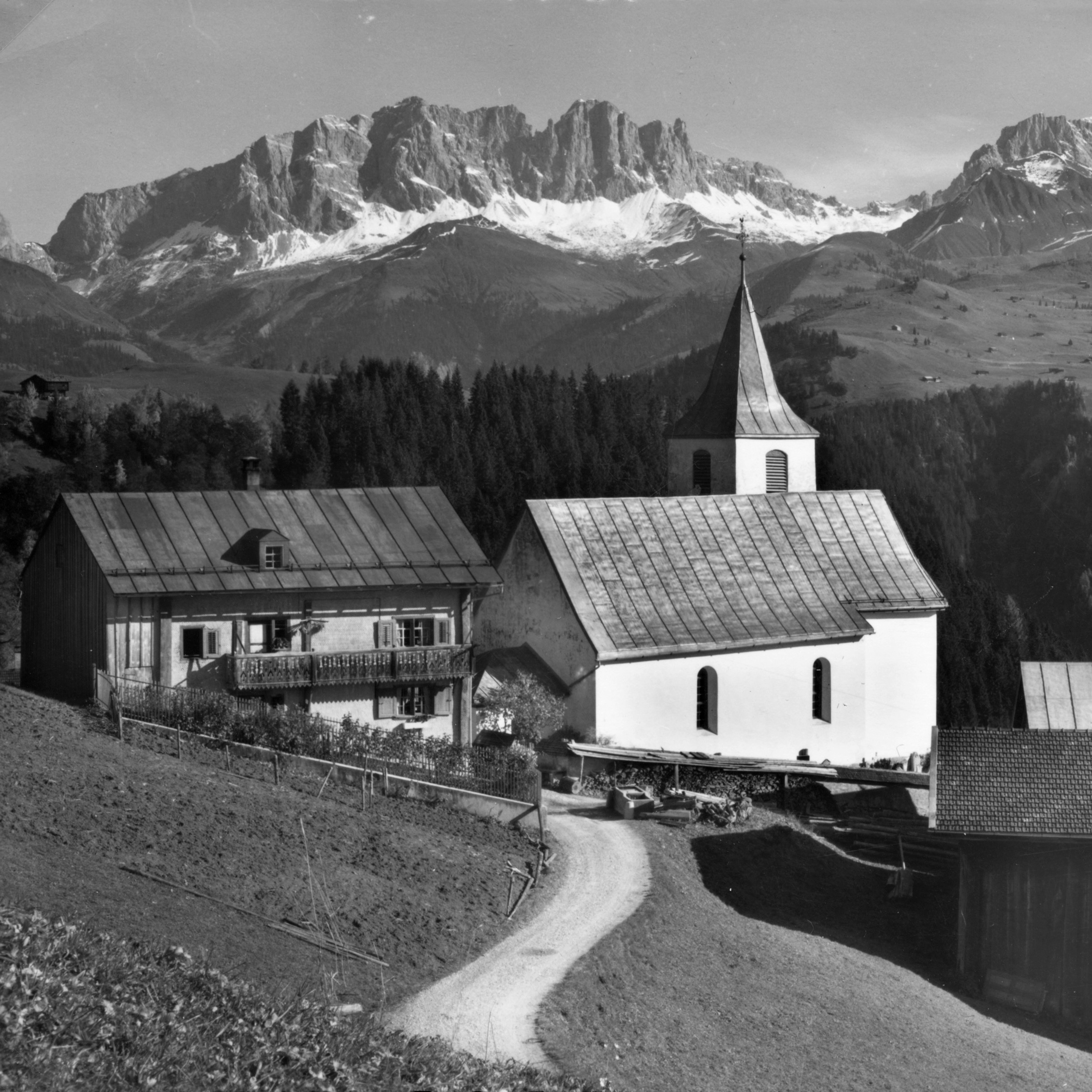
Kostel a fara ve Furně

Roztroušená obec Furna leží ve střední části údolí Prättigau na východním svahu hory Furner Berg (1824 m n. m.). Rozsáhlé území zahrnuje v podstatě levou stranu údolí potoka Furner Bach, přibližně 10 km dlouhého levého přítoku Landquartu. Na jihu je údolí uzavřeno pohořím Hochwang, jehož nejvýraznějšími vrcholy jsou Hochwang (2533 m n. m., nejvyšší bod obce) a Cunggel (2413 m n. m.). Západní hranice probíhá nejprve po mírném hřebeni severně od Hochwangu k Wannenspitzu (1970 m n. m.) a poté nepravidelně stoupá a klesá severozápadně kolem Furner Berg. Na východě se oblast rozšiřuje do hluboce zaříznuté bezcelistvé rokle Furner Bachu.
Sídla jsou soustředěna ve skupinách Usserberg, Mittelberg a Hinterberg. Nachází se zde také řada samostatných zemědělských usedlostí.
Sousedními obcemi jsou Arosa, Grüsch, Jenaz, Schiers a Trimmis.

## Historie
První písemná zmínka o obci pochází z roku 1479 a je zde uváděna jako Furnen. Do oblasti, která byla dříve řídce osídlena Římany, se Walserové přistěhovali ve 14. a 15. století. Jako součást kastelánského dvora patřila obec do Ligy deseti dvorů v rámci Tří konfederací (Drei Bünde).
13. září 1931 si obyvatelé Furny zvolili farářku, což vyvolalo senzaci v celém Švýcarsku. Volba první evropské farářky se konala v rozporu s předpisy kantonální národní církve a kantonální církevní úřady okamžitě zabavily církevní majetek.
Furna byla elektrifikována v roce 1968, jako poslední obec v kantonu Graubünden a jedna z posledních obcí ve Švýcarsku. Zejména v údolí Prättigau se do té doby často vtipkovalo o obyvatelích Furny a jejich zaostalosti.

## Obyvatelstvo
| Rok            | 1850 | 1900 | 1950 | 1990 | 2008 | 2020 |
| Počet obyvatel | 216  | 209  | 222  | 211  | 214  | 207  |

## Hospodářství a doprava
Od roku 1879 je obec přístupná po silnici. V roce 1889 byla otevřena železniční trať Landquart–Davos (Rhétská dráha) se zastávkou Furna, avšak nacházející se v sousední obci Jenaz. V roce 1936 bylo mezi nádražím a obcí zřízeno poštovní autobusové spojení. Linka je v provozu do současnosti a zajišťuje ji dopravce Postauto.
Furna usiluje o rozvoj cestovního ruchu. Nachází se zde několik horských hostinců a řada příležitostí pro pěší turistiku a jízdu na horském kole. Velká část oblasti zimních sportů Grüsch-Danusa se nachází na území Furny.